# Pseudoedaspis striolata
Pseudoedaspis striolata är en tvåvingeart som först beskrevs av Blanchard 1852.  Pseudoedaspis striolata ingår i släktet Pseudoedaspis och familjen borrflugor. Inga underarter finns listade i Catalogue of Life.